# 18a cerimònia dels Premis César
La 18a cerimònia dels Premis César — també coneguts com Nuit des César — que premiava les pel·lícules estrenades el 1992, va tenir lloc el 8 de març de 1993 al Théâtre des Champs-Élysées.
Va ser presidida per Marcello Mastroianni i retransmesa a Antenne 2, presentada per Frédéric Mitterrand Arielle Dombasle i Michel Legrand.

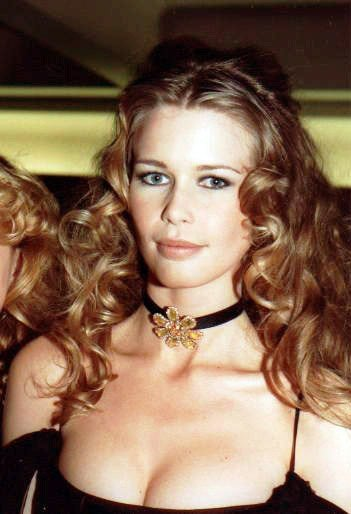
Claudia Schiffer a la presentació

## Presentadors i ponents
La cerimònia la presenten Frédéric Mitterrand, Arielle Dombasle i Michel Legrand, aquest últim també responsable de la música. Christian Defaye comenta en veu en off.
- Daniel Toscan du Plantier, president de l'Académie des arts et techniques du cinéma
- Marcello Mastroianni, president de la cerimònia
- Victoria Abril, per l'entrega del César al millor director
- Anne Parillaud, per la presentació del César a la millor actriu
- Claudia Schiffer i Patrick Bruel, per la presentació del César al millor actor
- Carole Laure, per la presentació del César a la millor pel·lícula estrangera
- César, per la presentació del César a l’actriu novell
- Catherine Jacob, per la presentació del César al millor actor novell
- Charlotte de Turckheim, pel César a la millor actriu secundària
- Zabou, per la presentació del César al millor actor secundari
- Danièle Thompson, pel premi César al millor guió o adaptació original.
- Marcel Carné, per la presentació del César a la millor primera pel·lícula
- Florence Pernel, pel premi César al millor curtmetratge
- Élizabeth Bourgine, per la presentació del César a la millor edició
- Charlotte Valandrey, per la presentació del César a la millor decoració
- Michèle Laroque, per la presentació del César a la millor fotografia
- Fabienne Babe, per la presentació del César al millor vestit
- Julia Migenes, per la presentació del César a la millor música
- Charlotte Véry, per la presentació del César al millor so
- Michèle Morgan, amb una retrospectiva de François Chalais, per a l'entrega del César Honorari a Jean Marais
- Daniel Toscan du Plantier, per l'entrega del César d'Honor a Gérard Oury
- Philippe Léotard i Frédéric Mitterrand, esquetx sobre la cohabitació que vindrà.[3]
- Pierre Tchernia, en el marc del Primer segle de cinema, ret homenatge a Émile Reynaud que va inventar el praxinoscopi.
- Arielle Dombasle canta amb Michel Legrand My fair lady en homenatge a Audrey Hepburn

## Desenvolupament
Aquesta cerimònia està marcada per la mort, uns dies abans, de Cyril Collard: la vetllada li va ser dedicada com a director de Les Nuits fauves. Aquesta pel·lícula, que fins aleshores havia aconseguit principalment èxits de crítica, va triomfar a la cerimònia obtenint quatre grans premis. Les votacions es van tancar uns dies abans de la seva mort. Aquests premis permetran que la pel·lícula tingui un gran èxit durant una nova estrena a les sales.
Indoxina, que la premsa havia posat com a favorita per a aquesta cerimònia, encara va guanyar cinc premis i sobretot va rebre, unes setmanes més tard, l'Oscar a la millor pel·lícula estrangera.
Aquesta tarda està marcada per l'entrega d'un César honorífic a Gérard Oury. Aquest últim ret homenatge a Louis de Funès (mort deu anys abans), presentant aquest Cèsar a la dona d'aquest últim.
Una modificació del reglament, revelada el gener de 1993, dos mesos abans de la cerimònia va causar polèmica. A petició del president de la Societat de Directors de Cinema, Denys Granier-Deferre i del president honorari de l'Acadèmia César Robert Enrico, els organitzadors van decidir reservar les nominacions només per a pel·lícules. en llengua francesa, per defensar-se del competència estatunidenca i per "identitat cultural". Només el trofeu de la pel·lícula estrangera no es veurà afectat per aquestes limitacions. Anteriorment, l'acadèmia podia nominar i premiar produccions franceses. Diversos cineastes van protestar, alguns van dimitir de l'acadèmia, impugnant el termini com a tardà, però sobretot el fet que les produccions anglòfones de gran èxit (L'Amant, Bitter Moon, Ferida i 1492: Conquest of Paradise) esdevenen, per tant, inelegibles. En reacció, l'Acadèmia va fer marxa enrere, aplicant només aquesta prohibició a la categoria de millor pel·lícula

## Guanyadors i nominats
Els guanyadors s'indiquen en negreta.
| Millor pel·lícula - Les Nuits fauves de Cyril Collard - La crisi de Coline Serreau - Indoxina de Régis Wargnier - Llei 627 de Bertrand Tavernier - Le Petit Prince a dit de Christine Pascal - Un cor a l'hivern de Claude Sautet                      | Millor director - Claude Sautet per Un cor a l'hivern - Régis Wargnier per Indoxina - Bertrand Tavernier per Llei 627 - Christine Pascal per Le petit prince a dit - Cyril Collard per Les Nuits fauves |
| Millor actor - Claude Rich per Le Souper - Daniel Auteuil per Un cor a l'hivern - Richard Berry per Le petit prince a dit - Claude Brasseur per Le Souper - Vincent Lindon per La crisi                                                                | Millor actriu - Catherine Deneuve per Indoxina - Anémone per Le Petit Prince a dit - Emmanuelle Béart per Un cor a l'hivern - Juliette Binoche per Ferida - Caroline Cellier per Le Zèbre               |
| Millor actor secundari - André Dussollier per Un cor a l'hivern - Jean Yanne per Indoxina - Patrick Timsit per La crisi - Fabrice Luchini per El retorn de Casanova - Jean-Pierre Marielle per Max et Jérémie                                          | Millor actriu secundària - Dominique Blanc per Indoxina - Michèle Laroque per La crisi - Maria Pacôme per La crisi - Zabou Breitman per La crisi - Brigitte Catillon per Un cor a l'hivern              |
| Millor actor revelació - Emmanuel Salinger per La Sentinelle - Xavier Beauvois per Nord - Grégoire Colin per Olivier, Olivier - Olivier Martinez per IP5 - Julien Rassam per L'Accompagnatrice                                                         | Millor actriu revelació - Romane Bohringer per Les Nuits fauves - Isabelle Carré per Beau fixe - Linh Dan Phan per Indoxina - Charlotte Kady per Llei 627 - Elsa Zylberstein per Beau fixe              |
| Millor pel·lícula estrangera - Tacones lejanos de Pedro Almodóvar - L'Amant de Jean-Jacques Annaud - Marits i mullers de Woody Allen - Retorn a Howards End de James Ivory - El joc de Hollywood de Robert Altman                                      | Millor primera pel·lícula - Les Nuits fauves de Cyril Collard - Nord de Xavier Beauvois - Riens du tout de Cédric Klapisch - La Sentinelle d'Arnaud Desplechin - Le Zèbre de Jean Poiret                |
| Millor guió original o adaptació - Coline Serreau per La crisi - Michel Alexandre i Bertrand Tavernier per Llei 627 - Cyril Collard per Les Nuits fauves - Arnaud Desplechin per La Sentinelle - Jacques Fieschi i Claude Sautet per Un cor a l'hivern | Millor música - Gabriel Yared per L'Amant - René-Marc Bini per Les Nuits fauves - Georges Delerue per Diên Biên Phu - Patrick Doyle per Indoxina                                                        |
| Millor fotografia - François Catonné per Indoxina - Yves Angelo per L'Accompagnatrice - Yves Angelo per Un cor a l'hivern - Robert Fraisse per L'Amant                                                                                                 | Millor decorat - Jacques Bufnoir per Indoxina - François de Lamothe per Le Souper - Hoang Thanh At per L’Amant                                                                                          |
| Millor muntatge - Lise Beaulieu per Les Nuits fauves - Noëlle Boisson per L'Amant - Geneviève Winding per Indoxina | Millor so - Dominique Hennequin i Guillaume Sciama per Indoxina - Paul Lainé, Gérard Lamps, per L'Accompagnatrice - Pierre Lenoir, Jean-Paul Loublier, per Un cor a l'hivern                            |
| Millor vestuari - Sylvie de Segonzac per Le Souper - Pierre-Yves Gayraud et Gabriella Pescucci per Indoxina - Yvonne Sassinot de Nesle per L'Amant | Millor curtmetratge - Versailles Rive-Gauche de Bruno Podalydès - Hammam de Florence Miailhe - Le Balayeur de Serge Elissalde - Omnibus de Sam Karmann                                                  |
| César d'honor - Jean Marais, Marcello Mastroianni, Gérard Oury. | Homenatge - Audrey Hepburn, Arletty, Marlène Dietrich |